# Campionati italiani assoluti di atletica leggera indoor 2013
I XLIV Campionati italiani assoluti di atletica leggera indoor si sono svolti al Palaindoor di Ancona il 16 e 17 febbraio 2013.
Durante la terza giornata della manifestazione sono stati stabiliti 3 nuovi record italiani assoluti: 6"51 nei 60 metri piani ottenuto da Michael Tumi, 2,33 m nel salto in alto registrato da Silvano Chesani e 4,60 m di Roberta Bruni nel salto con l'asta.

## Risultati

### Uomini
| Specialità                                                                              | Oro                                                                                           | Prestazione | Argento                                                                         | Prestazione  | Bronzo                                                                                           | Prestazione |
| Corse                                                                                   |                                                                                               |             |                                                                                 |              |                                                                                                  |             |
| 60 m                                                                                    | Michael Tumi Gruppo Sportivo Fiamme Oro                                                       | 6"51        | Fabio Cerutti Gruppi Sportivi Fiamme Gialle                                     | 6"68         | Simone Collio Gruppi Sportivi Fiamme Gialle                                                      | 6"69        |
| 400 m                                                                                   | Isalbet Juarez Gruppo Sportivo Fiamme Oro                                                     | 47"11       | Lorenzo Valentini Gruppi Sportivi Fiamme Gialle                                 | 47"41        | Eusebio Haliti Polisportiva Rocco Scotellaro Matera                                              | 47"57       |
| 800 m                                                                                   | Giordano Benedetti Gruppi Sportivi Fiamme Gialle                                              | 1'48"11     | Mattia Moretti Daini Carate Brianza                                             | 1'50"01      | Emilio Perco Ana Atletica Feltre                                                                 | 1'50"64     |
| 1500 m                                                                                  | Marco Najibe Salami Centro Sportivo Esercito                                                  | 3'49"96     | Mohad Abdikadar Sheik Ali Centro Sportivo Aeronautica Militare                  | 3'50"11      | Luigi Ferraris Atletica Bergamo 1959                                                             | 3'51"74     |
| 3000 m                                                                                  | Abdellah Haidane Nuova Atletica Fanfulla Lodigiana                                            | 8'00"97     | Maksym Cerrone Obrubanskyy Enterprise Sport & Service                           | 8'03"10      | Marco Najibe Salami Centro Sportivo Esercito                                                     | 8'07"88     |
| 60 m hs                                                                                 | Stefano Tedesco Gruppi Sportivi Fiamme Gialle                                                 | 7"87        | Michele Calvi Centro Sportivo Esercito                                          | 7"95         | Andrea Cocchi Centro Sportivo Aeronautica Militare                                               | 7"96        |
| Marcia 5000 m                                                                           | Giorgio Rubino Gruppi Sportivi Fiamme Gialle                                                  | 19'32"51    | Riccardo Macchia Gruppo Sportivo Fiamme Oro                                     | 19'41"53 > ~ | Vito Di Bari Gruppi Sportivi Fiamme Gialle                                                       | 19'59"08    |
| Staffetta 4×1 giro                                                                      | Gruppi Sportivi Fiamme Gialle Lorenzo Valentini Michele Tricca Francesco Patano Marco Lorenzi | 1'27"13     | Atletica Riccardi Fabio Squillace Giovanni Galbieri Paolo Pistono Giacomo Tortu | 1'27"67      | Atletica Studentesca CA.RI.RI. Gianluca Martino Enrico Nobili Jonatan Capuano Vincenzo Vigliotti | 1'29"02     |
| Concorsi                                                                                |                                                                                               |             |                                                                                 |              |                                                                                                  |             |
| Salto in alto                                                                           | Silvano Chesani Gruppo Sportivo Fiamme Oro                                                    | 2,33 m      | Marco Fassinotti Centro Sportivo Aeronautica Militare                           | 2,27 m       | Giulio Ciotti Gruppo Sportivo Fiamme Azzurre                                                     | 2,18 m      |
| Salto con l'asta                                                                        | Giorgio Piantella Centro Sportivo Carabinieri                                                 | 5,50 m      | Marco Boni Centro Sportivo Aeronautica Militare                                 | 5,45 m       | Alessandro Sinno Gruppi Sportivi Fiamme Gialle                                                   | 5,10 m      |
| Salto in lungo                                                                          | Stefano Tremigliozzi Centro Sportivo Aeronautica Militare                                     | 7,95 m      | Kevin Ojiaku Gruppi Sportivi Fiamme Gialle                                      | 7,91 m       | Emanuele Formichetti Stato Maggiore Esercito DAR                                                 | 7,65 m      |
| Salto triplo                                                                            | Michele Boni Centro Sportivo Aeronautica Militare                                             | 16,56 m     | Mauro Quattrociocchi Gruppi Sportivi Fiamme Gialle                              | 16,10 m      | Stefano Magnini CUS dei Laghi - Atletica Varese                                                  | 16,05 m     |
| Getto del peso                                                                          | Marco Dodoni Gruppo Sportivo Forestale                                                        | 18,31 m     | Paolo Dal Soglio Centro Sportivo Carabinieri                                    | 18,16 m      | Daniele Secci Gruppi Sportivi Fiamme Gialle                                                      | 17,80 m     |
| record dei campionati; record nazionale; record personale; record personale stagionale. |                                                                                               |             |                                                                                 |              |                                                                                                  |             |

### Donne
| Specialità                                                                              | Oro                                                                                       | Prestazione | Argento                                                                                      | Prestazione | Bronzo                                                                        | Prestazione |
| Corse                                                                                   |                                                                                           |             |                                                                                              |             |                                                                               |             |
| 60 m                                                                                    | Audrey Alloh Gruppo Sportivo Fiamme Azzurre                                               | 7"37        | Ilenia Draisci Centro Sportivo Esercito                                                      | 7"37        | Gloria Hooper Gruppo Sportivo Forestale                                       | 7"40        |
| 400 m                                                                                   | Chiara Bazzoni Centro Sportivo Esercito                                                   | 53"78       | Maria Enrica Spacca Gruppo Sportivo Forestale                                                | 54"14       | Elena Bonfanti Atletica Lecco Colombo Costruzioni                             | 54"27       |
| 800 m                                                                                   | Elisa Cusma Centro Sportivo Esercito                                                      | 2'04"01     | Marta Milani Centro Sportivo Esercito                                                        | 2'05"32     | Serena Monachino Easy Speed 2000                                              | 2'07"85     |
| 1500 m                                                                                  | Margherita Magnani Gruppi Sportivi Fiamme Gialle                                          | 4'14"54     | Giulia Viola Gruppi Sportivi Fiamme Gialle                                                   | 4'15"77     | Eleonora Berlanda Gruppo Sportivo Fiamme Oro                                  | 4'19"52     |
| 3000 m                                                                                  | Silvia Weissteiner Gruppo Sportivo Forestale                                              | 9'03"29     | Margherita Magnani Gruppi Sportivi Fiamme Gialle                                             | 9'07"87     | Touria Samiri Nuova Atletica Fanfulla Lodigiana                               | 9'09"65     |
| 60 m hs                                                                                 | Veronica Borsi Gruppi Sportivi Fiamme Gialle                                              | 8"00        | Micol Cattaneo Centro Sportivo Carabinieri                                                   | 8"18        | Giulia Pennella Centro Sportivo Esercito                                      | 8"25        |
| Marcia 3000 m                                                                           | Antonella Palmisano Gruppi Sportivi Fiamme Gialle                                         | 12'53"63    | Adelina De Soccio Gruppi Sportivi Fiamme Gialle                                              | 13'25"33 ~  | Elena Poli Atletica Brescia 1950 ISPA Group                                   | 13'52"75    |
| Staffetta 4×1 giro                                                                      | Centro Sportivo Esercito Ilenia Draisci Anna Laura Marone Francesca Doveri Chiara Bazzoni | 1'37"72     | Gruppo Sportivo Forestale Gloria Hooper Maria Enrica Spacca Elisabetta Artuso Anna Bongiorni | 1'39"04     | Bracco Atletica Laura Gamba Beatrice Mazza Flavia Battaglia Marta Maffioletti | 1'40"71     |
| Concorsi                                                                                |                                                                                           |             |                                                                                              |             |                                                                               |             |
| Salto in alto                                                                           | Alessia Trost Gruppi Sportivi Fiamme Gialle                                               | 1,95 m      | Enrica Cipolloni Gruppo Sportivo Fiamme Oro                                                  | 1,82 m      | Desirée Rossit Gruppo Sportivo Fiamme Oro                                     | 1,80 m      |
| Salto con l'asta                                                                        | Roberta Bruni Atletica Studentesca CA.RI.RI.                                              | 4,60 m      | Giorgia Benecchi Centro Sportivo Esercito                                                    | 4,40 m      | Sonia Malavisi ACSI Italia Atletica                                           | 4,20 m      |
| Salto in lungo                                                                          | Giulia Liboà CUS Pisa Atletica Cascina                                                    | 6,00 m      | Anna Visibelli Atletica Firenze Marathon                                                     | 5,97 m      | Giada Palezza Gruppo Sportivo Valsugana Trentino                              | 5,97 m      |
| Salto triplo                                                                            | Simona La Mantia Gruppi Sportivi Fiamme Gialle                                            | 14,06 m     | Ottavia Cestonaro Atletica Vicentina                                                         | 13,47 m     | Cecilia Pacchetti Centro Sportivo Esercito                                    | 13,37 m     |
| Getto del peso                                                                          | Chiara Rosa Gruppo Sportivo Fiamme Azzurre                                                | 18,11 m     | Julaika Nicoletti Gruppo Sportivo Forestale                                                  | 16,95 m     | Francesca Stevanato Atletica Brescia 1950 ISPA Group                          | 15,34 m     |
| record dei campionati; record nazionale; record personale; record personale stagionale. |                                                                                           |             |                                                                                              |             |                                                                               |             |